# Lake Zurich (Illinois)
Lake Zurich – wieś w Stanach Zjednoczonych, w stanie Illinois, w hrabstwie Lake, na północno-zachodnich przedmieściach Chicago. Nazwa miejscowości pochodzi od jeziora, które znajduje się na jego terenie.